# (15669) Пшеничнер
(15669) Пшеничнер (лат. Pshenichner) — типичный астероид главного пояса, открыт 19 сентября 1974 года советским астрономом Людмилой Черных в Крымской астрофизической обсерватории и 12 декабря 2008 года назван в честь педагога и популяризатора науки Бориса Пшеничнера.

## Обнаружение и именование
(15669) Пшеничнер
Открыт 19 сентября 1974 года в Крымской астрофизической обсерватории Л. И. Черных.
Борис Григорьевич Пшеничнер (р. 1933) 50 лет занимался космическим образованием. С 1958 года он работал в Московском планетарии, а с 1962 года — в Московском дворце детского творчества. Действительный член Российской космической академии, он возглавляет московскую научно-образовательную программу «Эксперимент в космосе».
Оригинальный текст (англ.)15669 Pshenichner
Discovered 1974 Sept. 19 by L. I. Chernykh at the Crimean Astrophysical Observatory.
Boris Grigorʹevich Pshenichner (b. 1933) dealt with space education for 50 years. Since 1958 he worked in the Moscow planetarium, and since 1962 in the Moscow palace for childrenʹs creativity. A member of the Russian space academy, he is head of the Moscow scientific-educational program «Experiment in Space».
Источники: 20081212/MPCPages.arc; M.P.C. 64563.

## Орбита

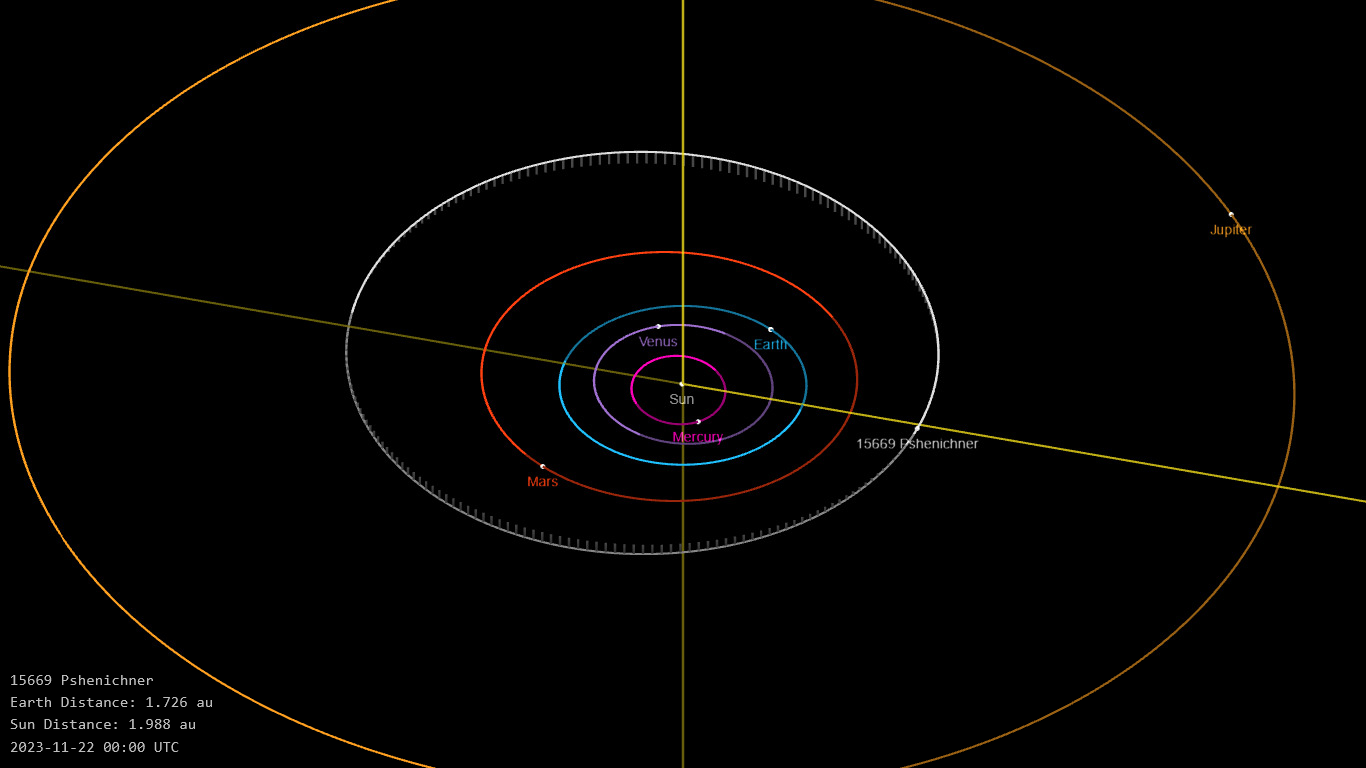
Орбита астероида Пшеничнер и его положение в Солнечной системе

## Физические характеристики
Из наблюдений телескопа VISTA следует, что астероид относится к таксономическому классу Bk.
По результатам наблюдений в видимом и ближнем инфракрасном диапазоне космического телескопа NEOWISE диаметр астероида оценивался равным 3,296±0,695 км. Согласно тем же источникам альбедо оценивается как 0,1782±0,0978 и 0,178±0,098.